# Ligne de Rouen à Orléans
La ligne Rouen - Orléans est une ancienne ligne commerciale française de chemin de fer, qui reliait Rouen à Orléans. Mise en service par étapes entre 1872 et 1883, la ligne est fermée au trafic voyageur depuis la Seconde Guerre mondiale. Seule la section de Chartres à Orléans et la section de Rouen à Saint-Pierre lès-Elbeuf sont encore en service et accueillent pour l'une un trafic marchandises saisonnier, principalement céréalier et pour l'autre un trafic marchandises de Pétro-Chimie à raison d'un train par semaine .

## Infrastructures
Cette relation commerciale empruntait plusieurs lignes dont les noms officiels (nomenclature du réseau ferré national) sont :
- n°365000 - Ligne de Rouen-Gauche à Petit-Couronne (voies des quais)
- n°370000 - Ligne de Saint-Georges-Motel à Grand-Quevilly
- n°397000 - Courte section entre Saint-Georges-Motel et Dreux de la ligne de Dreux à Saint-Aubin-du-Vieil-Évreux
- n°409000 - Ligne de Chartres à Dreux
- n°556000 - Ligne de Chartres à Orléans

## Historique

### Ouverture
Cette ancienne ligne à voie unique a été mise en service en plusieurs sections.
- 28 octobre 1872 : Orléans-les Aubrais - Chartres (67 km)
- 10 mai 1872 : Acquigny - Louviers
- 8 avril 1873 : Dreux - Fermaincourt (8 km)
- 2 août 1873 : Chartres - Dreux (42 km)
- 1er mai 1873 : Fermaincourt - Pacy-sur-Eure - Acquigny (57 km)
- 15 août 1875 : Louviers - Caudebec-lès-Elbeuf, terminus provisoire (18 km)
- 14 janvier 1876 : Caudebec-lès-Elbeuf - Elbeuf-Ville (1 km)
- 8 janvier 1883 : Elbeuf-Ville - Rouen-Orléans (17 km)

Un court raccordement d'un kilomètre fut mis en service le 20 février 1898 entre la gare de Rouen-Orléans et Rouen-Rive gauche.
|  |  |

### Fermeture
Le service voyageurs a été supprimé en plusieurs étapes:
- entre Louviers et Elbeuf-Ville, le 1er mars 1940 ;
- entre Chartres et Orléans, le 16 février 1942 ;
- entre Bueil et Louviers, le 1er juillet 1950 ;
- entre Dreux et Bueil, le 27 septembre 1969 ;
- entre Dreux et Chartres, le 4 juillet 1971.

### Réouverture
Une réouverture pour le service fret (puis progressivement le service voyageurs) est planifiée :
- entre Chartres et Voves (travaux sur 2011, modernisation sur 2011-2015)
- entre Voves et Orléans (travaux d'ici 2017)
- une partie de la ligne est conservée pour une exploitation touristique entre Breuilpont et La Croix-Saint-Leufroy par le Chemin de fer de la vallée de l'Eure (CFVE) dont le siège est en gare de Pacy-sur-Eure (27120)

## Desserte
Les principales gares desservies étaient :
- Rouen (Gare de Rouen-Orléans)
- Dreux
- Chartres
- Voves
- Orléans (Gare d'Orléans-Ville)

À Beaulieu-le-Coudray, elle était en contact avec l'ancienne ligne vers Auneau-ville et Auneau-Orléans (Auneau-Embranchement), mise en service le 1er avril 1876.
À Voves, elle était en contact avec :
- la ligne actuelle de Châteaudun - Dourdan, mise en service le 28 décembre 1865 ;
- l'ancienne ligne Voves - Janville - Toury (29  km), mise en service le 31 mai 1896.

À Patay, elle était en contact avec l'ancienne ligne de Courtalain - Saint-Pellerin à Patay, mise en service le 2 avril 1883.

## Projet
Des études sont en cours afin de rouvrir la ligne entre Chartres et Orléans. En parallèle, il est envisagé de remettre en service voyageur la section au départ de Rouen. Des études examinent les conditions de réouverture d'une desserte entre Rouen et la gare d'Évreux-Normandie dans le cadre du contrat de projets État-région (CPER).